# 173 (عدد)

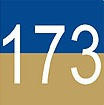
العدد 173

173 هو عدد صحيح. طبيعي بين 172 و174

## في الرياضيات

### خصائص
- 173عدد أولي
- 173عدد فردي
- 173عدد ناقص